# Martin Martinić
Martin Martinić je bio vratar RNK Split u razdoblju prije 2. svjetskog rata. Branio je u momčadi koja se 1933. godine kvalificirala u Nacionalnu ligu bivše države.